# 田建
田 建（でん けん、生没年不詳）は、中国の戦国時代の斉の最後（第8代）の君主（在位：紀元前264年 - 紀元前221年）。王としては5代目。父は第7代の襄王。

## 生涯
襄王19年（前265年）、襄王が死に、田建が即位した。即位当初は母親である君王后が摂政をし、輔政していた。
斉王建16年（前249年）、君王后がこの世を去り、君王后の族弟の后勝が執政した。后勝は秦から賄賂を受け取り、秦の都合のいいように主張した。田建は后勝の主張を聞き入れ、五国（韓・趙・魏・燕・楚）の滅亡を傍観し、軍事を強化しなかった。五国が滅亡すると、田建は秦が侵攻することを恐れ、将軍や軍隊を西部の辺境に集結した。
44年（前221年）、秦王政は斉の攻略を王賁に命じた。秦軍は斉軍の主力が集結した西部を避け、元燕の南部から南下し臨淄へ侵攻した。斉軍は秦軍からの突然の北面からの侵攻に、不意をつかれ瓦解した。田建は降伏し、斉は滅亡した（斉攻略）。ここに秦の中国統一は完成した。
その後、田建は身柄を共（現在の河南省新郷市輝県市）に移されたという。また、魏の旧領の500里の邑へ赴いたが、食糧を絶たれ、餓死したとも伝えられている。
始皇帝没後に秦が弱体化すると、田建の弟である田假が挙兵して斉王になった。また孫の田安も済北王になって斉を再興したが、内紛により田栄に殺害された。

## 玉連環
ある時、秦王の使者が玉連環を携えて斉を訪れ、知者の有無を確かめようとした。群臣に外せるものがいないのを知った君王后は、使者の前で玉連環を槌で叩き割って分解してみせ、面目を立てた。